# Iglesia de Santo Tomé el Viejo
La iglesia de Santo Tomé el Viejo, es un templo católico ubicado en la ciudad española de Ávila, en Castilla y León.

## Descripción

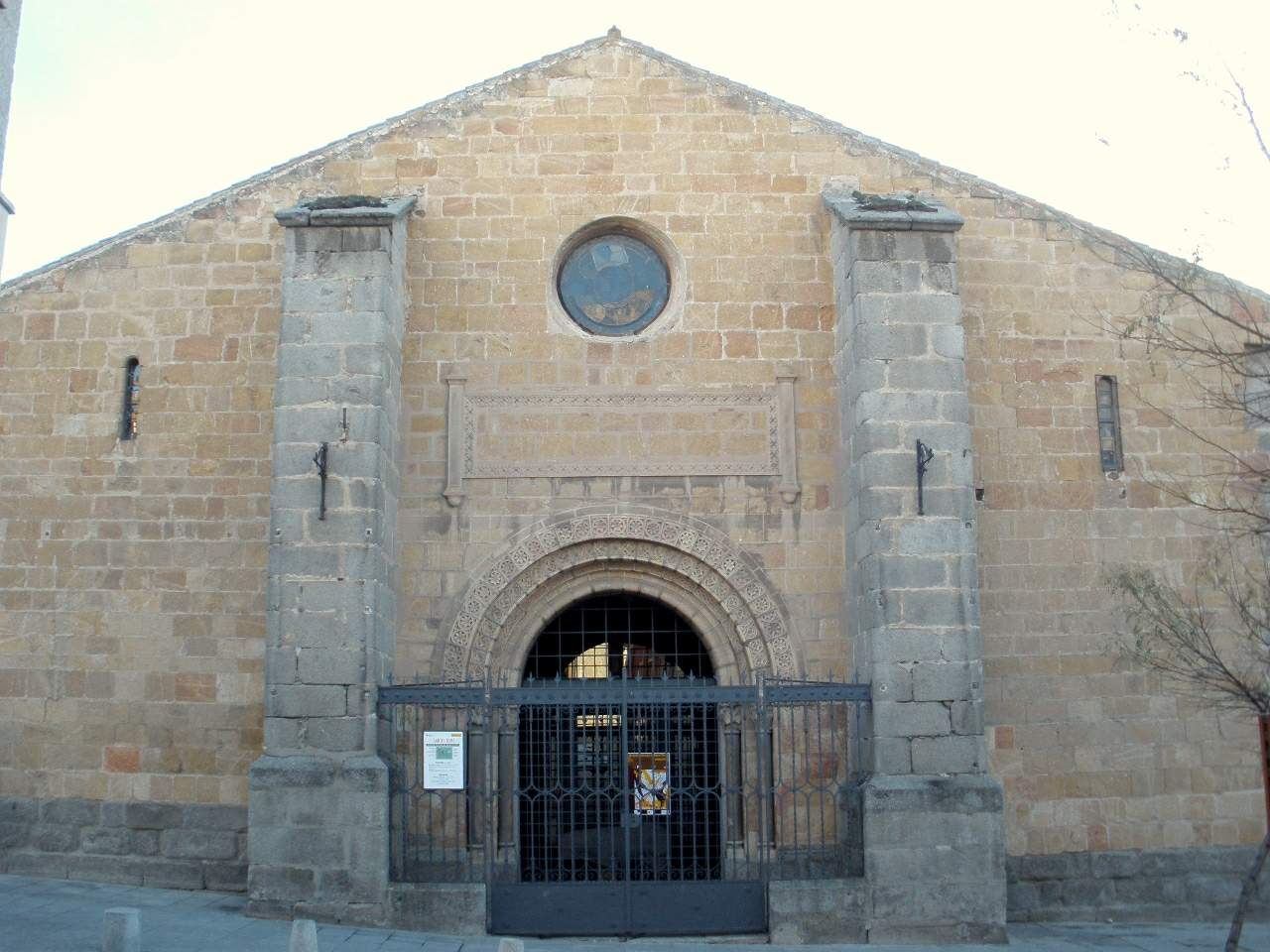
Fachada oeste

El edificio se encuentra extramuros en la ciudad de Ávila, capital de la provincia homónima, en Castilla y León
Fue declarada BIC con categoría de monumento, el 8 de agosto de 1991, mediante el decreto 243/1991 publicado en el BOE, y firmada por el Presidente de la Junta de Castilla y León Juan José Lucas y el Consejero de Cultura y Turismo Emilio Zapatero.

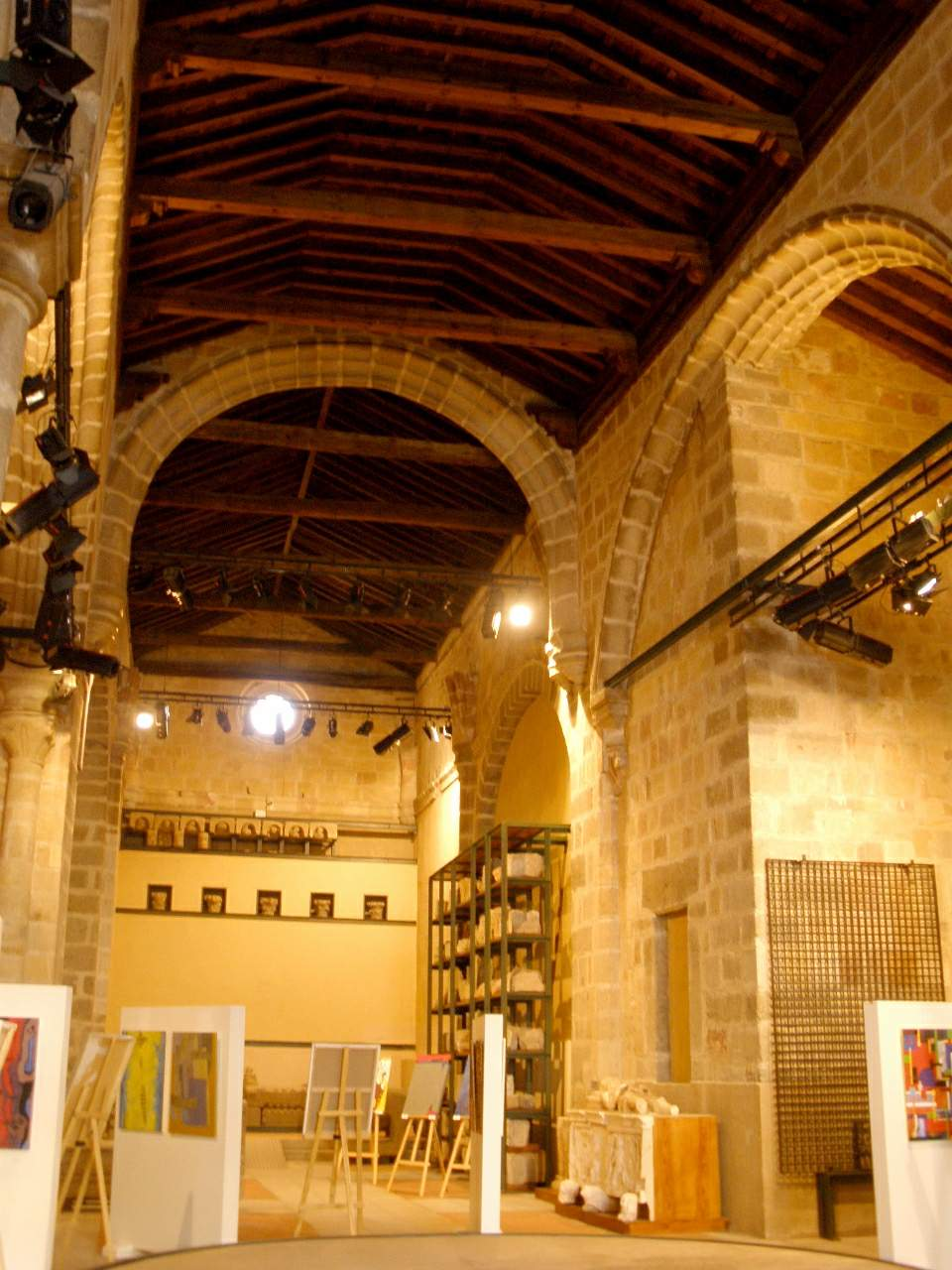
Interior

Está situado frente a la muralla saliendo por el arco del Peso de la Harina o de la Catedral. Ya existía antes de 1150 y es remodelada a finales del siglo XII en estilo románico. Tras la desamortización de 1835 es convertida en taller y estación de servicio hasta que en 1960 revierte al estado español que lo vinculó al museo provincial del cual forma parte como almacén visitable.